# Hypena satsumalis
Hypena satsumalis är en fjärilsart som beskrevs av John Henry Leech 1889. Hypena satsumalis ingår i släktet Hypena och familjen nattflyn. Inga underarter finns listade i Catalogue of Life.